# Меядін-Центр
Меядін-Центр (араб. ناحية مركز الميادين) — нохія у Сирії, що входить до складу району Меядін провінції Дайр-ез-Заур. Адміністративний центр — м. Меядін.
| Сирія | Це незавершена стаття з географії Сирії. Ви можете допомогти проєкту, виправивши або дописавши її. |